# Robert Morillon
Robert Morillon, né au Mesnil-sur-Oger (Marne) le 13 janvier 1910 et mort à Épernay le 26 janvier 2007, est un homme politique français.

## Biographie
Militant CGT et communiste à la SNCF d'Épernay, il est élu député lors des élections législatives de 1967 en raison de la division de la droite. Il perd son siège en 1968, à la suite de la dissolution de l'Assemblée nationale, face à Bernard Stasi.

## Mandats
- Député de la quatrième circonscription de la Marne (Épernay): 1967 – 1968
- Conseiller général de la Marne (canton d'Épernay) : 1967 – 1973
- Conseiller général de la Marne (canton d'Épernay-2) : 1973 – 1979
- Premier adjoint au maire d'Épernay : 1977 – 1983

## Sources
- Ressources relatives à la vie publique :   - Maitron
  - Base Sycomore
- Marne Actualités – PCF